# National Environmental Museum and Education Center
El National Environmental Museum and Education Center (en español, «Museo nacional del ambiente y centro de educación») es un pequeño museo inaugurado en mayo de 2024 en el William Jefferson Clinton Federal Building el cual tuvo una predecesora denominada «Exhibición de la sede de la EPA». Es operado por la Agencia de Protección Ambiental de Estados Unidos.
El museo fue creado a un costo de US$4 000 000, más un costo de operación anual de US$600 000, incluyendo US$123 000 por limpieza, US$207 000 por guardias, US$54 000 por detector de metales, y otros US$94 000 por audiovisuales y bodegaje, entre otros.
El museo, de entrada gratuita, recibió 1909 visitantes del público en sus primeros diez meses de operación, a un costo estimado de $315 por visitante.

## La exhibición precedente
La exhibición de una sola sala y cuya construcción costó más de US$300 000, formalmente se llamaba The Story of the Environmental Protection Agency: Protecting Public Health and the Environment (en español, «La historia del ministerio de protección del ambiente: protegiendo la salud pública y el ambiente») y operaba en un entrepiso del Ronald Reagan Building, en un sitio descrito por The Washington Post como «recóndito».
Fue inaugurada en 2016 durante la presidencia de Barack Obama, como «proyecto mascota» de la entonces ministro, ante la insistencia de los empleados del ministerio, quienes habían expresado su descontento que otros departamentos federales como el Departamento del Interior y el Departamento de Agricultura cuentan con museos. Fue descrita por una fuente como «reflejando la convicción [de la administración Obama] de que el cambio climático es una amenaza existencial». En 2017, se planteaba la remodelación de la exhibición, en vista de nuevos desarrollos tales como la retirada por el presidente Donald Trump del Acuerdo de París, y obviando la trayectoria de los más recientes ministros, y urgía el gasto de US$45 000 que quedaban en el presupuesto porque expiraban al terminar el año fiscal.  Había poco aforo, pese a que la entrada era gratis. Pese a que The Washington Post le llamó «museo», Yahoo! News caracterizó su título de «exhibición» como «una refrescante expresión de modestia en una ciudad de agrandizamientos». Empero, se trataba de espacio de oficina reciclado y consistía principalmente de letreros. The New York Times le dio la calificación de «sosa» en 2025.

## El Museo
El museo abrió sus puertas en mayo de 2024, con un área de 150 metros cuadrados  y fue construido a los estándares de la Institución Smithsonian. Su clausura definitiva fue anunciada en marzo de 2025.